# Hólmar Örn Eyjólfsson
Hólmar Örn Eyjólfsson (Sauðárkrókur, 6 de agosto de 1990), é um futebolista islandês que atua como zagueiro. Atualmente, joga pelo Valur .